# Nadeschda (Stawropol)
Nadeschda (russisch Наде́жда) ist ein Dorf (selo) in der Region Stawropol in Russland mit 10.609 Einwohnern (Stand 14. Oktober 2010).

## Geographie
Der Ort liegt im Kaukasusvorland, im Bereich des Stawropoler Höhenzuges gut 10 km Luftlinie östlich des Zentrums der Regionshauptstadt Stawropol. Beim Ort mündet die Mamaika in die Mutnjanka, welche über Ula, Gorkaja und Gratschowka dem linken Manytsch-Nebenfluss Kalaus zufließt.
Nadeschda gehört zum Rajon Schpakowski und befindet sich etwa 10 km südöstlich von dessen Verwaltungszentrum Michailowsk. Das Dorf ist Sitz der Landgemeinde (selskoje posselenije) Nadeschdinski selsowet, zu der außerdem die Weiler (chutor) Schileika (10 km südöstlich) und Taschla (3 km nördlich) gehören.

## Geschichte
Das Dorf wurde 1783 von Umsiedlern aus dem Gouvernement Kursk gegründet und trug zunächst nach dem dortigen Flüsschen den Namen Mamaiskoje, später die heutige Bezeichnung nach dem Vornamen (im Russischen auch für Hoffnung) der Tochter eines der im Nordkaukasus für die Umsiedlung verantwortlichen Beamten.
Während des Kaukasuskrieges von 1817 bis 1864 wurden im Dorf Kosaken stationiert und dieses am 14. Mai 1833 in Nadeschdinskaja mit dem Status einer Staniza umbenannt. Vor 1873 wurde Nadeschda wieder Dorf unter dem alten Namen und ab diesem Jahr Verwaltungssitz einer Wolost.
Seit den 1980er-Jahren verdoppelte sich die Einwohnerzahl des Dorfes als naher Vorort der Großstadt Stawropol.

### Bevölkerungsentwicklung
| Jahr | Einwohner |
| ---- | --------- |
| 1873 | 5.119     |
| 1979 | 5.759     |
| 1989 | 6.385     |
| 2002 | 8.277     |
| 2010 | 10.609    |

Anmerkung: ab 1979 Volkszählungsdaten

## Verkehr
Nördlich am Ort vorbei führt die föderale Fernstraße R216 (bis 2017 alternativ noch A154) von Astrachan über Elista nach Stawropol. Nordwestlich des Dorfes zweigen die nordöstliche (auch in Richtung des Rajonzentrums Michailowsk) und südöstliche Umgehung von Stawropol ab. Nach Stawropol besteht Vorortbusverbindung.
Die nächstgelegenen Bahnstationen sind Stawropol, Endpunkt einer Strecke ab Kropotkin (Station Kawkasskaja), sowie Staromarjewskaja im nordöstlich gelegenen Dorf Staromarjewka an der Strecke Michailowsk (Station Palagiada) – Elista (gegenwärtig nur Güterverkehr).